# Список умерших в 1198 году

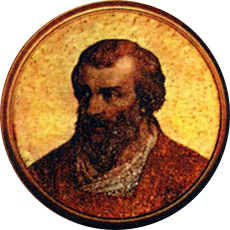
Целестин III

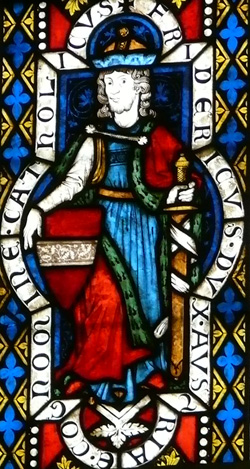
Фридрих I Католик

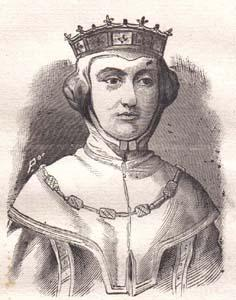
Дульса Арагонская

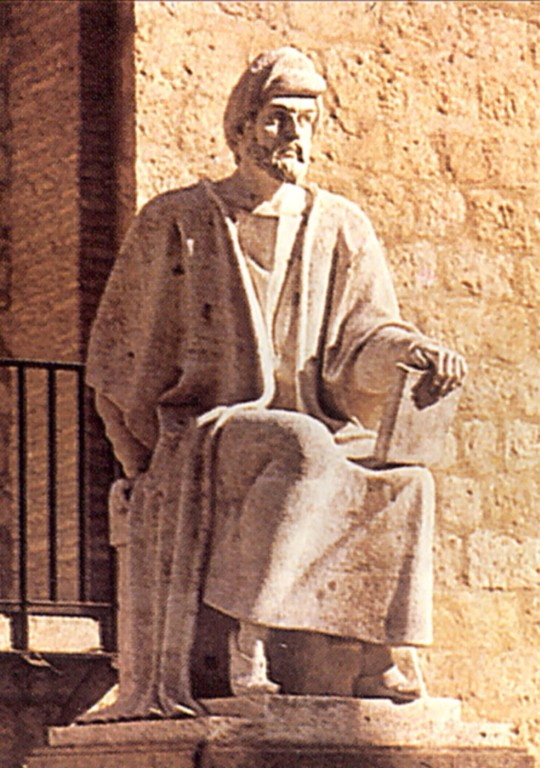
Ибн Рушд

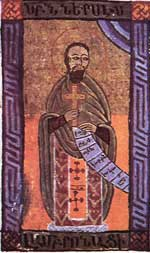
Нерсес Ламбронаци

В этой статье представлен список известных людей, умерших в 1198 году.
См. также: Категория:Умершие в 1198 году

## Январь
- 8 января — Целестин III — папа римский (1191—1198).

## Февраль
- 1 февраля — Вальрам I — граф Нассау (1154—1198).

## Март
- 11 марта — Мария Французская — графиня-консорт Шампани (1164—1181), жена Генриха I
- 27 марта — Нонэнт, Хью[англ.] — епископ Ковентри (1185—1198)

## Апрель
- 16 апреля — Фридрих I Католик — герцог Австрии (1195—1198), погиб в крестовом походе.

## Май
- 5 мая — София Владимировна — княжна минская, королева-консорт Дании (1157—1182), жена Вальдемара I

## Июнь
- 23 июня — Беккариа, Ланфранко — епископ Павии (1180—1198), святой римско-католической церкви[1].

## Июль
- 7 июля — Георгий II Ксифилин — константинопольский патриарх (1191—1198).
- 9 июля — Изяслав Ярославич — князь Лукский (1197—1198).
- 16 июля — Питер де Лея[англ.] — епископ Сент-Дейвидса (1176—1198), при котором началось строительство собора Святого Давида
- 24 июля — Бертольд Шульте — епископ Икскюльский (епископ Ливонии) (1196—1198), по некоторым данным основатель Риги.

## Август
- 13 августа — Гейлика фон Виттельсбах, чешская принцесса, жена князя Чехии Конрада II Оттона.

## Сентябрь
- 1 сентября — Дульса Арагонская — королева-консорт Португалии, (1185—1198), жена короля Саншу I
- 10 сентября — Фицнил, Ричард[англ.] — лорд-казначей Англии (1159—1196), епископ Лондона (1189—1198)
- Джон из Кутанса[англ.] — епископ Вустера (1196—1198)

## Ноябрь
- 27 ноября 
  - Авраам бен Давид из Поскьера — еврейский богослов-философ и историк
  - Констанция — королева Сицилии (1194—1198), королева-консорт Германии (1186—1197), императрица-консорт Священной Римской империи (1191—1197), жена Генриха VI
- 29 ноября — Аль-Азиз Усман ибн Юсуф — султан Египта (1193—1198)

## Декабрь
- 2 декабря — Руайдри Уа Конхобайр — король Коннахта (1156—1183), последний верховный король Ирландии (1166—1198).
- 10 декабря — Ибн Рушд (Аверроэс) — западноарабский философ
- 24 декабря — Уильям де Вере[англ.] — лорд-канцлер Англии (1142), епископ Херефорда (1186—1198)
- Константин II — юдекс Логудоро (1186—1198),

## Дата неизвестна или требует уточнения
- Баромпа Дарма Вангчук[нем.] — основатель буддистской школы Баром Кагью
- Бернхард II фон Ратцебург — граф Ратцебурга (1190—1198)
- Вильям Ньюбургский — средневековый английский историк, автор «Истории Англии».
- Генри де Перси, английский аристократ и землевладелец.
- Донатус Рипакандидский[англ.] — святой римско-католической церкви, покровитель Рипакандиды
- Жирослав II[нем.] — епископ Вроцлава (1170—1198)
- Ибн-Юмай[англ.] — арабский врач еврейского происхождения.
- Нерсес Ламбронаци — архиепископ Тарса Киликийского, поэт, учёный и проповедник, крупнейший общественный и церковный деятель Киликийской Армении, святой армянской церкви.
- Мэнджеок[англ.] — руководитель восстания рабов в Корее, казнён.
- Никифор II — Митрополит Киевский и всея Руси (1182—1198)
- Николя II де Рёль[фр.] — епископ Камбре (1197—1198)
- Прогон — первый известный по имени албанский правитель, первый князь Арберии.
- Харальд Эйрикссон, ярл Оркнейских островов (1191—1198).
- Хатебранд[англ.] — аббат, святой римско-католической церкви.
- Ярослав Всеволодович — князь Черниговский (1180—1198)